# Kingdom Come: Deliverance II
Kingdom Come: Deliverance II est un jeu vidéo de rôle développé par le studio tchèque Warhorse Studios et édité par Deep Silver. La sortie du jeu est officialisée le 18 avril 2024 et a lieu le 4 février 2025 sur Microsoft Windows, PlayStation 5 et Xbox Series. Il est la suite du précédent opus, Kingdom Come: Deliverance, paru en 2018.

## Trame
Suite de Kingdom Come: Deliverance, le jeu se déroule toujours dans le Royaume de Bohême au début du XVe siècle.
Cependant, a contrario du premier opus, plusieurs régions seront accessibles au cours du jeu, parmi lesquelles les alentours du Château de Trosky et de la ville de Kutná Hora (Kuttenberg).
Le joueur incarne à nouveau Henry, fils du forgeron de Stříbrná Skalice (Skalice), qui a échappé au massacre de sa famille et de ses amis.
L'histoire du jeu fait directement suite aux événements de Kingdom Come: Deliverance. Le jeu débute avec Henry, son ami Hans Capon et leur suite armée qui se rendent au château de Trosky, afin de convaincre le seigneur Othon de Berg de renoncer à son allégeance envers le roi Sigismond dans l'objectif de le rallier au camp de Venceslas. S'arrêtant pour camper, le groupe est attaqué par une bande de brigands tandis que Henry et Hans parviennent à s'échapper de justesse. Pendant l'attaque, Henry intervient en empêchant une femme, dénommée Katherine, d'être violée par les brigands, tandis qu'il aperçoit Istvan Toth, l'antagoniste du précédent jeu et qui a en sa possession l'épée forgée par le père adoptif d'Henry. Arrivés à Trosky, Henry et Hans sont pris pour des mendiants par les gardes qui leur refusent l'accès. Incapables de prouver leur identité, Henry et Hans concluent que s'ils veulent pouvoir approcher le seigneur de Berg, ils doivent trouver un moyen d'être invités au mariage du fils du seigneur Semine afin d'atteindre de Berg qui y sera présent. Néanmoins, les deux amis se disputent et se séparent après une bagarre provoquée par Hans dans une taverne, Hans accusant Henry d'être responsable de l'incident tandis que ce dernier lui reproche son immaturité.
Plus tard, Henry parvient à se rendre au mariage après avoir aidé le forgeron ou le meunier de la région, ainsi qu'après avoir aidé le seigneur Semine à démanteler une troupe de brigands. Durant les festivités, Henry constate l'absence de Berg et y retrouve Hans, aves lequel il se réconcilie. À la fin des festivités, Henry et Hans sont pris dans une bagarre puis arrêtés et envoyés dans les cachots de Trosky. Bien que Henry soit condamné à effectuer des travaux manuels, Hans est quant à lui condamné à mort pour braconnage. Henry arrive à sauver Hans de justesse en prouvant leur identité via l'aide inattendue de Katherine, qui nie néanmoins avoir été présente lors de leur embuscade, et le retour du seigneur de Berg, blessé après une attaque des bandits. Plus tard, Hans transmet son message à de Berg qui leur demande alors de l'aide pour déloger les bandits de la région. Au cours de leur enquête, les deux amis découvrent que la forteresse de Nebakov est occupée par les bandits et que le fils du seigneur Semine est de mèche avec ces derniers. Se rendant à la demeure de Semine avec une troupe de soldats, Henry peut choisir de raser la demeure ou se rallier aux Semine et tuer les hommes de Berg.
Henry et Hans retournent ensuite chez de Berg pour organiser une attaque sur Nebakov. En chemin, l'armée est prise en embuscade par les brigands tandis que Henry et Hans parviennent à se frayer un passage à travers le chaos. Henry affronte en duel le chef des bandits, un certain Jan Zizka, qu'il parvient à blesser à l'œil. Les deux amis sont ensuite fais prisonniers par Zizka. Parallèlement, le Père Godwin, un ami de Henry, est envoyé dans la région pour retrouver Henry et Hans, sur ordre des seigneurs Radzig Kobyla (le père biologique d'Henry) et Hanush de Leipa, l'oncle de Hans. Godwin remonte leur trace jusqu'à Nebakov, où il parvient à convaincre Zizka de l'amener devant Henry. Zizka leur apprend qu'il est en réalité un soutien de Venceslas, et que de Berg est resté loyal à Sigismond. Henry, quant à lui, informe Zizka qu'Istvan Toth est en réalité un espion au service de Sigismond et de Berg mais il parvient à s'enfuir à l'aide de son amant Éric. Le lendemain, Nebakov est attaquée par l'armée de Berg accompagnée de Toth et Markvart von Aulitz, l'assassin des parents d'Henry. Henry, Godwin et Zizka sont capturés tandis que Hans est envoyé comme otage à Kuttenberg. Ils sont ensuite interrogés par Istvan, qui apprend que les partisans de Venceslas, dont le seigneur Jean II de Liechtenstein, se cachent à Kuttenberg. Ils sont ensuite sauvés par l'intervention de Katherine, qui s'avère être une espionne aux ordres de Zizka. En fuyant les geôles de Trosky, Henry part affronter Istvan afin de se venger et de récupérer l'épée forgée par son père adoptif. Une fois devant Istvan, Henry peut le tuer froidement ou l'affronter en duel.
Après avoir tué Istvan, Henry, Zizka et Katherine se rendent au château de Suchdol où ils y retrouvent le margrave Jobst, le chef de la faction soutenant Venceslas. Jobst interdit notamment à Henry de sauver Hans, toujours prisonnier de de Berg. Henry fait mine d'accepter avant de partir retrouver Liechtenstein à Kuttenberg avec Katherine. Parallèlement, Henry et Zizka partent recruter une troupe de mercenaires anti-Sigismond, constituée du Diable Sec, de Kubyenka, de Adder et de Janosh. Arrivé à Kuttenberg, Henry apprend par un intermédiaire, du nom de Samuel, que Liechtenstein se cache dans le quartier juif de la ville. Il finit par retrouver Liechtenstein qui lui apprend que Hans est retenu prisonnier au château Maleshov. Parallèlement, Samuel prend brièvement possession de l'épée d'Henry et semble troublé par les inscriptions qui y sont gravées. Henry prend ensuite contact avec le seigneur Ruthard, un soutien de Venceslas qui connait l'existence d'un passage secret vers Maleshov. Henry accepte alors de l'aider à démanteler un réseau de détournement d'argent qui a lieu dans les mines royales sous la juridiction des Ruthard.
Une fois ceci fait, Henry apprend la position du passage secret de la bouche de Rosa Ruthard, la fille du seigneur Ruthard. Après s'être infiltré dans Maleshov, Henry y retrouve Hans et les deux amis s'échappent aux côtés du chevalier français Vauquelin Brabant. En chemin vers Suchdol, ils croisent Radzig et Hanush qui leur apprennent qu'une réunion des partisans de Venceslas va avoir lieu, tandis que Sigismond organise une réunion du conseil de Kuttenberg. Henry s'infiltre alors dans la réunion où il apprend que Sigismond et von Aulitz comptent lancer pogrom dans le quartier juif afin d'y déloger les soutiens de Venceslas. Au même moment, Suchdol est attaqué par de Berg qui fait plusieurs prisonniers dont le seigneur Ruthard et le père de Godwin. Une fois de retour, Henry informe ses compagnons de l'attaque sur le quartier juif tandis que Samuel lui apprend qu'il est le fils biologique de Martin, le père adoptif d'Henry, faisant de lui son beau-frère. Henry, Samuel, Kybyenka et Liechtenstein se rendent au quartier juif de Kuttenberg, prit d'assaut par Éric, ivre de vengeance envers Henry. Henry parvient alors à sauver la mère de Samuel et en apprend plus sur la relation qui la liait à son père.
Le groupe prévoit de capturer de Berg, retranché à Maleshov en volant une bombarde et en assassinant les commandants de Sigismond. S'infiltrant dans le camp de Sigismond, Henry élimine les commandants et innocente le médecin Musa du Mali. Une fois à Maleshov, le Diable Sec propose d'incendier le village environnant pour distraire les gardes. Henry peut choisir de se rallier à ce plan ou refuser de tuer des civils, ce qui mènera à un bref combat avec le Diable Sec. Après avoir capturé de Berg et sauvé Rosa, qui était retenue prisonnière, de Berg les informe de l'instabilité de la position de Sigismond et que le vol de ses richesses, entreposées à la Cour Italienne, leur permettrait de le contraindre à quitter la Bohême, tout en libérant les seigneurs qui y sont prisonniers. Henry retourne ensuite à la demeure des Ruthard avec Rosa. Une fois sur place, Henry peut coucher ou non avec Rosa. Pour entreprendre ce vol, le groupe prévoit de se faire passer pour une délégation du pape afin d'infiltrer la Cour Italienne. Le vol est un succès malgré une nouvelle intervention d'Éric qui manque de tuer Henry, qui est sauvé de justesse par Musa. De retour chez Ruthard, la bande est trahie par Brabant qui tue Adder en tentant de voler l'argent.
Revenu à Suchdol, Henry est défié en duel par Éric et peut accepter ou non de le combattre. Peu après, le château est assiégé par von Aulitz, Brabant et de Berg, qui s'est enfui entretemps, tandis que le Diable Sec blesse mortellement von Aulitz. Le siège dure pendant un mois mais les assiégés commencent à souffrir de la faim. Afin d'appeler des renforts, Zizka décide d'envoyer Henry et Samuel s'infiltrer dans le camp ennemi afin d'appeler Jobst à l'aide. Peu avant la mission, Henry peut concrétiser sa relation amoureuse avec Katherine ou Hans. Dans le campement, Henry confronte finalement un von Aulitz agonisant. Henry peut choisir de le tuer impitoyablement, de lui donner une mort digne ou de le laisser mourir de ses blessures. Henry retrouve ensuite Samuel, qui est torturé par Brabant. Il peut alors choisir d'épargner Brabant ou de le tuer. Henry peut également s'enfuir du camp avec ou sans Samuel. Le lendemain, la forteresse est sur le point de tomber mais Henry, accompagné par l'armée de secours, commandée par Jobst, Radzig et Hanush, arrive en renfort pour briser le siège. Après la bataille, Henry est confronté à une vision de ses parents qui, en fonction de ses choix pendant le jeu, peuvent se montrer fiers de lui ou déçus selon sa moralité. De même, Henry peut choisir de partir s'installer à Prague ou Skalice, ou de continuer une vie d'aventure avec Hans ou la troupe de Zizka. Peu après, il est réveillé par son père Radzig qui lui offre l'épée de Martin. Si Henry a choisi de s'installer, il refusera l'épée, ou l'acceptera s'il a choisi la vie d'aventurier.
Dans les scènes post-crédits, le Diable Sec aveugle Zizka d'un œil en essayant de lui tirer dessus dans une pomme. Dans un flashback, Sigismond est informé du vol de l'argenterie et saccage sa chambre avec colère avant d'ordonner le repli vers la Hongrie.

## Système de jeu
Kingdom Come: Deliverance II est un jeu de rôle en monde ouvert se déroulant dans un univers médiéval.
Kingdom Come: Deliverance II est un jeu visant le réalisme et tentant de reproduire aussi fidèlement que possible l'époque médiévale (même si plusieurs éléments historiques sont romancés ou adaptés, sacrifiant l'historicité au profit de l'expérience de jeu, fait totalement assumé par le studio de développement).
Le joueur doit de fait entretenir son équipement, en passant ses armes tranchantes à la meule pour les aiguiser, les rendant plus efficaces, ou encore en réparant, lavant ou le faisant faire, moyennant la monnaie du jeu, le Groschen, armures et vêtements.
Ainsi, les personnages non joueur réagissent à l'aspect du personnage joueur, qu'il soit dû à ses choix vestimentaires ou à son hygiène.
Le jeu pousse le réalisme jusqu'à appliquer les pratiques sociales historiques, notamment concernant le crime. Par exemple, il est mal vu, voir illégal, de circuler dans les bourgades et villages la nuit sans tenir une source de lumière en main. Ces diverses infractions peuvent valoir au personnage joueur une amende, un passage au pilori, un séjour au cachot ou même, dans le pire des cas, une exécution.
De plus, toujours dans cette recherche d'immersion, les personnages non joueurs peuvent déduire votre lien avec le crime, même sans être témoin direct de celui ci, si par exemple vous avez été aperçu dans une maison où un objet a été dérobé.

## Développement
Le développement de Kingdom Come: Deliverance II débute dès la sortie du premier opus en 2018 et s'étend sur six ans. L'équipe, dirigée par Daniel Vávra, est composée de deux-cent cinquante personnes.
En août 2024, une date de sortie est annoncée pour le 11 février 2025 et le 2 décembre 2024, Warhorse Studio, par le biais d'IGN, partage une vidéo dévoilant les 43 premières minutes de jeu de Kingdom Come: Deliverance II. Cependant, le 4 décembre 2024, le développeur annonce sur X que la sortie du jeu est avancée au 4 février 2025, probablement pour éviter la concurrence de Civilization VII, prévu pour le 11 février 2025, et d'Assassin's Creed Shadows, annoncé pour le 14 février 2025.

## Doublage
Une partie du doublage français a été réalisée par le studio Light Fader à Montpellier :
- Henri : Alexandre Gillet
- Hans Capon : Hervé Grull
- Katherine : Kole Quentier
- Radzig Kobyla : Vincent Ropion
- Jan Žižka : Lljubisav Djukanovic
- Hynek de Kunstadt et Jaispitz, dit Le Diable Sec : Christian Pélissier
- Samuel : Laurent Quentier
- Voix diverses : Kelyan Blanc
- Jean Rieffel
- Marion Trintignant
- Gaetan Mansouri
- Cheniek, Voix diverses : Quentin Gratias
- Enneleyn, Klara:  Claire Butard
- Sophie Arthuys
- Hanush de Leipa : Michel Voletti
- Voix diverses : Charles Germain
- Dany Benedito
- Elise Pettigrew
- Erik : Frederic Perchet
- Frédéric van den Driessche
- Jerome Berbon
- Julien Masdoua
- Nicolas Mossard
- Ronan Ducolomb
- Ryan Highley
- Sebastien Pruneta

## Accueil

### Critiques
Kingdom Come: Deliverance II reçoit un accueil favorable de la presse, recueillant des notes allant de 86 à 88/100 sur l'agrégateur Metacritic.

### Ventes
Le 17 février 2025, soit moins de deux semaines après la sortie du jeu, le studio tchèque annonce avoir vendu 2 millions d'exemplaires,.
Le 4 mai 2025, soit près de 3 mois après sa sortie, Kingdom Come Deliverance II dépasse les 3 millions d'exemplaires écoulés. Pour comparaison, le premier épisode avait mis plus de 2 ans pour atteindre le même palier. Désormais, la série culmine donc à 13 millions de copies vendues,.